# Concile de Constantinople (360)
Pour les articles homonymes, voir Concile de Constantinople.
Le concile de Constantinople est un synode des Églises chrétiennes de l'Empire romain, réuni à la demande de l'empereur Constance II à Constantinople à la fin de l'année 359 et au début de l'année 360. 
Il a lieu à la suite du concile de Rimini (mars-octobre 359), qui a réuni des évêques de l'Empire d'Occident, et du concile de Séleucie (octobre-décembre 359), qui a réuni des évêques de l'Empire d'Orient. Le concile de Constantinople rassemble des délégués de ces deux conciles, ainsi que d'autres évêques, dont Wulfila, premier évêque des Goths.
Liés à la « controverse arienne », ces conciles ont pour objectif de rapprocher les points de vues des évêques, divisés entre deux camps à la suite du concile de Nicée de 325, qui a notamment imposé pour le Credo une formule rejetée par les évêques influencés par l'arianisme. 
Ce que l'empereur souhaite, dans un souci d'ordre public, est que le concile de Constantinople adopte un nouveau Credo, relevant de l'homéisme, version modérée de l'arianisme. Sous la contrainte, les évêques nicéens consentent à accepter le nouveau texte du Credo. En contrepartie, ils obtiennent la condamnation de l'anoméisme, courant radical de l'arianisme. Le concile revient aussi sur la déposition de plusieurs évêques homéousiens, dont Basile d'Ancyre et Macédonios, patriarche de Constantinople.     
Le caractère obligatoire dans l'empire du nouveau Credo est invalidé dès 361 du fait de la mort de Constance II, dont le successeur, le César Julien, qui est un adversaire du christianisme, promulgue un édit de tolérance religieuse.
La foi homéenne est en revanche adoptée par plusieurs peuples germaniques, qui perpétueront la foi arienne dans les royaumes établis dans l'Empire d'Occident au Ve siècle, puis après la fin de cet empire en 476.

## Contexte
En 358, l'empereur romain Constance II demande la tenue de deux conciles, l'un réunissant les évêques occidentaux en Italie du Nord à Ariminum (l'actuelle Rimini) et l'autre rassemblant les évêques orientaux à Séleucie en Isaurie, pour résoudre la controverse arienne sur la nature de la divinité de Jésus-Christ qui divisait l'Église du IVe siècle. L'objectif poursuivi par l'empereur à travers ces deux synodes est de faire adopter un nouveau credo de nature homéenne, compatible avec les positions de certains ariens modérés concernant les rapports entre le Père et le Fils.
Le concile de Rimini et le concile de Séleucie qui se tiennent en 359 sont cependant dominés par des évêques majoritairement homéousiens, c'est-à-dire acquis à la conception trinitaire du concile de Nicée. Les évêques occidentaux rejettent la profession de foi voulue par l'empereur en juillet, suivis à l'automne par les évêques orientaux.
En octobre 359, une délégation des évêques du concile de Rimini se rend à Nicée et accepte sous la pression le nouveau credo préparé par les conseillers de l'empereur. À la fin de l'année 359, une autre délégation des évêques participant au concile de Séleucie se rend à Constantinople auprès de l'empereur pour rendre compte de leurs travaux. Celle-ci compte dix membres, tous homéousiens, parmi lesquels Eustathe de Sébaste, Basile d'Ancyre, Sylvain de Tarse et Eleusius de Cyzique. Les évêques hétéroousiens Acace de Césarée, Aèce et Eudoxe d'Antioche sont également présents dans la capitale.
Constance II décide de convoquer un nouveau concile à Constantinople. Il envisage selon Théodoret de Cyr de réunir l'ensemble des évêques présents à Séleucie, mais il aurait été convaincu dans un premier temps par les partisans d'Acace de Césarée de mander seulement les dix principaux évêques du concile oriental, c'est-à-dire les dix députés de la délégation parvenue jusqu'à lui. Philosotorge affirme pour sa part que presque tous les évêques de l'Orient, de l'Occident et de la Libye se trouvaient alors dans la ville.

## Le synode

### Organisation des débats
Le concile de Constantinople est organisé en deux sessions : une première se tient à la fin de l'année 359, la seconde au début de l'année 360, présidée par Acace de Césarée.       
L'objectif de la première session, décidé par l'empereur, est de régler les questions théologiques et en particulier de débattre des écrits d'Aèce, évêque de la communauté anoméenne d'Antioche, et de faire accepter la nouvelle profession de foi aux députés du concile de Séleucie.       
La seconde session est principalement consacrée au règlement des différends entre évêques dans la partie orientale de l'Empire et à la signature de la profession de foi présentée aux conciles de Rimini et de Séleucie par l'ensemble des évêques.      

### Première session (fin 359)

#### Débats théologiques
L'historien arien Philostorge présente la première session du concile comme une confrontation entre les homéousiens Basile d'Ancyre et Eustathe de Sébaste et les hétéroousiens Aèce et Eunome. Basile de Césarée, alors âgé de 30 ans, assiste au concile en tant que diacre, peut-être en tant qu'assistant de son homonyme l'évêque d'Ancyre.   
Selon Sozomène et Philostorge, le cas d'Aèce occupe une place importante dans les débats du concile. Celui-ci est d'abord traité en amont de la rencontre avec l'empereur Constance II, puis en présence de celui-ci. Philostorge rapporte un premier débat entre Aèce et Basile d'Ancyre, au cours duquel l'évêque hétéroousien aurait eu le dessus.   

#### Condamnation d'Aèce par Constance II
Les autorités impériales décident de traiter le cas de l'évêque anoméen sur le plan juridique. Le préfet de Constantinople Honoratus, nommé peu avant le 11 septembre 359, est chargé de rendre un jugement dans l'enquête sur Aèce en présence des magistrats de l'ordre sénatorial,.    
Le débat est ensuite porté devant Constance. Les versions divergent selon Philostorge et Sozomène. Selon le premier, Basile d'Ancyre et Aèce se seraient présentés devant l'empereur. L'évêque d'Ancyre aurait accusé Aèce de croire le Fils « dissemblable » au Père, ce qu'aurait nié l'évêque anoméen en affirmant le croire précisément « semblable » (et non « de même substance » comme l'affirme le concile de Nicée). Sans chercher à mieux comprendre sa réponse, l'empereur aurait chassé Aèce du palais.    
Sozomène s'accorde sur cette décision de l'empereur mais affirme quant à lui que celle-ci aurait été motivée par une intervention d'Eustathe. L'évêque de Sébaste aurait dénoncé des écrits devant Constance II en les attribuant à Aèce ; écrits dont ce dernier aurait reconnu être l'auteur.

#### Acception du nouveau credo de Rimini-Séleucie
Aèce est exilé en Phrygie. Cette condamnation désappointe les anoméens d'Orient qui décident d'exploiter le succès obtenu auprès de la délégation du concile de Rimini. Cette dernière s'est résignée sous la contrainte à adopter le nouveau credo voulu par l'empereur quelques semaines plus tôt. Les partisans d'Aèce et d'Acace de Césarée utilisent cette victoire pour presser les députés du concile de Séleucie à l'accepter à leur tour.   
Les anoméens trouvent en Constance II un allié. Le 31 décembre 359, à la veille du premier jour de son nouveau consulat, celui-ci menace lui-même les évêques réunis dans son palais pour obtenir leur accord. Le lendemain, 1er janvier, l'empereur peut annoncer l'adoption par tous les évêques de la nouvelle formule de foi proposée aux deux conciles.      

### Deuxième session (début 360)

#### Participants
La seconde session du concile, qui commence au début de l'année 360, est présidée par Acace de Césarée. Celle-ci réunit les députés du concile de Rimini, les partisans d'Acace, les évêques venus du concile de Séleucie dont Hilaire de Poitiers, et des évêques de Bythinie. Wulfila, premier évêque des Goths, participe également au concile. 
Selon Basile de Césarée, la condamnation d'Eustathe intervenue durant la deuxième session du concile aurait ainsi rassemblé 500 évêques. 

#### Définitions théologiques
Les organisateurs du concile cherchent à obtenir toutes les signatures pour faire adopter le nouveau credo voulu par l'empereur. Pour ce faire, ceux-ci mettent en avant la clause ajoutée en Thrace en 359 pour obtenir l'accord des députés du concile de Rimini.  
Le concile définit ainsi le Fils comme « semblable au Père en toutes choses comme le disent et l’enseignent les saintes Écritures ». Le concile propose ainsi une doctrine de compromis entre l’arianisme (qui subordonne le Fils au Père) et le symbole de Nicée (pour qui le Père et le Fils sont de « même substance »), appelée homéisme (du grec homoios, « semblable »).  

#### Condamnation d'Aèce par le concile
Le concile de Constantinople procède ensuite à la condamnation du dogme des anoméens puis à celle d'Aèce, à la suite de la décision de Constance II. Ce dernier est chassé du diaconat, déclaré anathème et qualifié de perturbateur de la paix de l'Église,. Les évêques ayant refusé de voter sa déposition ont un délai de six mois pour revenir sur leur position sous peine de se voir déposés de leur épiscopat. Aèce est exilé en Cilicie. l'empereur considérant son exil trop doux le bannit ensuite en Phrygie, au pied du mont Taurus,.
Cette condamnation suscite des critiques d'Athanase qui interpelle Acace et Eudoxe en s'étonnant de la condamnation d'Aèce alors que ce dernier partage leurs idées. Selon Théodoret, la déposition d'Aèce aurait été décidée par l'empereur lui-même.

#### Condamnation des évêques homéousiens du concile de Séleucie
Le concile procède par la suite à la condamnation des évêques homéousiens ayant exprimé leur opposition au nouveau credo sous divers motifs. Le patriarche de Constantinople, Macédonius, est déposé, ainsi que Basile d'Ancyre, Eustathe de Sébaste, Eleusius de Cyzique, Héortase, Néonas et Cyrille de Jérusalem. Les évêques déposés révoquent sur le chemin de leur exil la signature de la nouvelle profession de foi.

#### Promotion des évêques homéens
Le concile voit la promotion des évêques partisans d'Acace de Césarée et d'Aèce - en dépit de la condamnation de ce dernier. Eudoxe, évêque d'Antioche déposé au concile de Séleucie, devient le nouveau patriarche de Constantinople à la place de Macédonius. Il est intronisé le 27 février 360 en présence de 72 évêques et inaugure la nouvelle basilique de Sainte-Sophie le 15 février suivant.
L'évêque Athanase prend la place de Basile à Ancyre. Un autre évêque du nom d'Acace remplace Sylvain à Tarse. L'évêque Pélage prend le siège de Laodicée. Eunome est pourvu de l'évêché de Cyzique - qu'il accepte à condition que soit réhabilité Aèce. L'évêque Irénée est quant à lui nommé à la place de Cyrille de Jérusalem. 

## Conséquences et suites du concile de Constantinople

### De Constance II à Julien (361)
Ayant obtenu l'accord des représentants des évêques des deux conciles, Constance II inaugure son consulat le 1er janvier 360 en proclamant l'unité de foi dans tout l'Empire romain. Le concile, avant de se séparer, envoie dans toutes les provinces de l'Empire la nouvelle profession de foi en y joignant l'ordre de l'empereur d'envoyer en exil tous ceux qui refuseraient de la signer.  
Un an plus tard, en 361, un édit de tolérance pris par l'empereur Julien met fin aux pressions exercées sur les évêques nicéens refusant de s'y conformer. 

### Le triomphe final du christianisme nicéen à la fin duIVesiècle
A la fin du IVe siècle, le christianisme nicéen est de nouveau imposé comme seule version acceptable. Ce sera la doctrine de l'Église chrétienne, puis des Églises catholique romaine et orthodoxes après le schisme de 1054. 

### L'arianisme homéen chez les Germains
La survivance la plus durable du concile de Constantinople est à rechercher du côté des peuples germaniques. La doctrine de l'homéisme est prêchée par la suite par Wulfila aux peuples germaniques, qui répandront cet arianisme modéré dans l'Empire lors des grandes invasions du Ve siècle dans le cadre des royaumes qu'ils établissent au Ve siècle dans l'Empire d'Occident (royaume de Toulouse, royaume des Burgondes), puis après la fin de cet empire en 476 (royaume d'Italie de Théodoric le Grand). 
En revanche, les Francs saliens, restés païens (polythéistes), adopteront le christianisme nicéen lors du baptême de Clovis (496).     
L'arianisme perdure jusqu'au milieu du VIIe siècle, le roi des Lombards d'Italie Aripert (de 653 à 661) étant le dernier à abandonner cette forme du christianisme.